# Christina Schollin

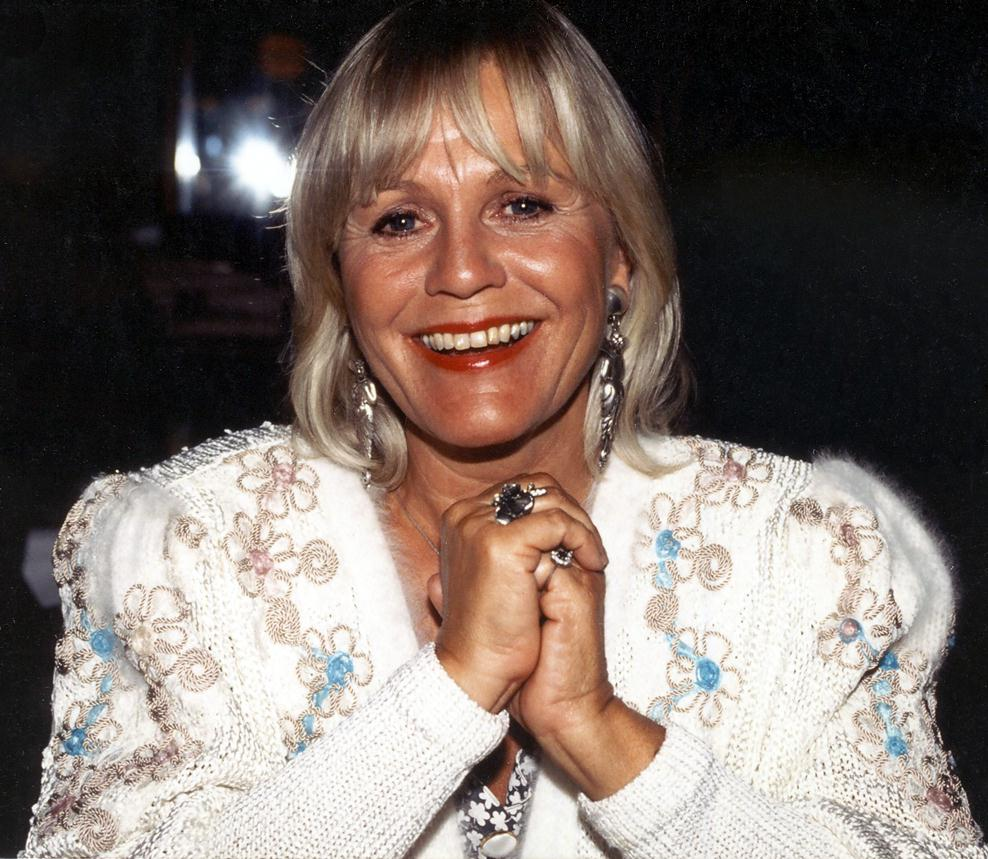
Christina Schollin 1993.

Christina Alma Elisabet Schollin Wahlgren, född 26 december 1937 i Maria Magdalena församling i Stockholm, är en svensk skådespelare. Hon har gjort roller såväl på Dramaten och privatteatrar som på film och i tv-serier.

## Biografi
Schollin gick på Willy Koblancks teaterskola 1956–1957, filmdebuterade 1956 i Swing it, fröken med Alice Babs, och kom in på Dramatens elevskola 1958. Som anställd skådespelare på Dramaten gjorde hon bland annat Beatie i Arnold Weskers Rötter och Nerissa i Köpmannen i Venedig. Hon har vidare arbetat på samtliga privatteatrar i Stockholm, här kan nämnas uppsättningar som till exempel Söndag i New York på Scalateatern, Bäddat för sex på Chinateatern, Charleys Tant, Kaktusblomman och Sängkammarfars på Vasan. År 1974 gästspelade hon i Hagge Geigerts revy i Göteborg.
Schollin blev under 1960-talet ett av svensk films mest publikdragande namn, inte minst som Jarl Kulles glittrande sommarflicka i Änglar, finns dom?, som också blev en succé utomlands. Hon spelade mot Kulle även i Bröllopsbesvär och Käre John; den senare var Oscarsnominerad 1965 inom kategorin bästa utländska film. 1966 fick hon en Guldbagge för sin huvudroll i Ormen – berättelsen om Iréne, och samma år tackade hon nej till en roll i en film tillsammans med Elvis Presley. 
1982 medverkade hon i Ingmar Bergmans Fanny och Alexander, i rollen som Lydia Ekdahl. Hon spelade senare den intriganta chefen Margareta Öhman i TV-serien Varuhuset och Birgitta Wästberg i Tre Kronor.
Schollin har utöver skådespeleriet haft en presentbutik och salong i Gamla stan i Stockholm, en butik som hon med vissa avbrott drev åren 1995–2017.
Efter ett uppehåll på nästan 30 år återkom Schollin till Dramaten år 2022 i rollen som drottningen i en uppsättning av Macbeth. Hon fick mycket god kritik för rollen. Schollin meddelade senare samma år att det var den sista rollen hon skulle spela och att hon därmed avslutade sin 64 år långa skådespelarkarriär. 2024 medverkade hon i Teater Galeasens uppsättning av Fanny och Alexander, denna gång som farmor Helena Ekdahl. 

## Familj
Christina Schollin är yngst av sex barn till kamrer Gustaf Schollin och småskollärarinnan Henny Högfors samt är dotterdotter till kyrkoherde Jakob Högfors. Hon gifte sig 1962 i Boo kyrka med skådespelaren Hans Wahlgren och de var gifta fram till hans död 2024. Paret fick fyra barn: Peter Wahlgren, Niclas Wahlgren, Pernilla Wahlgren och Linus Wahlgren.

## Filmografi

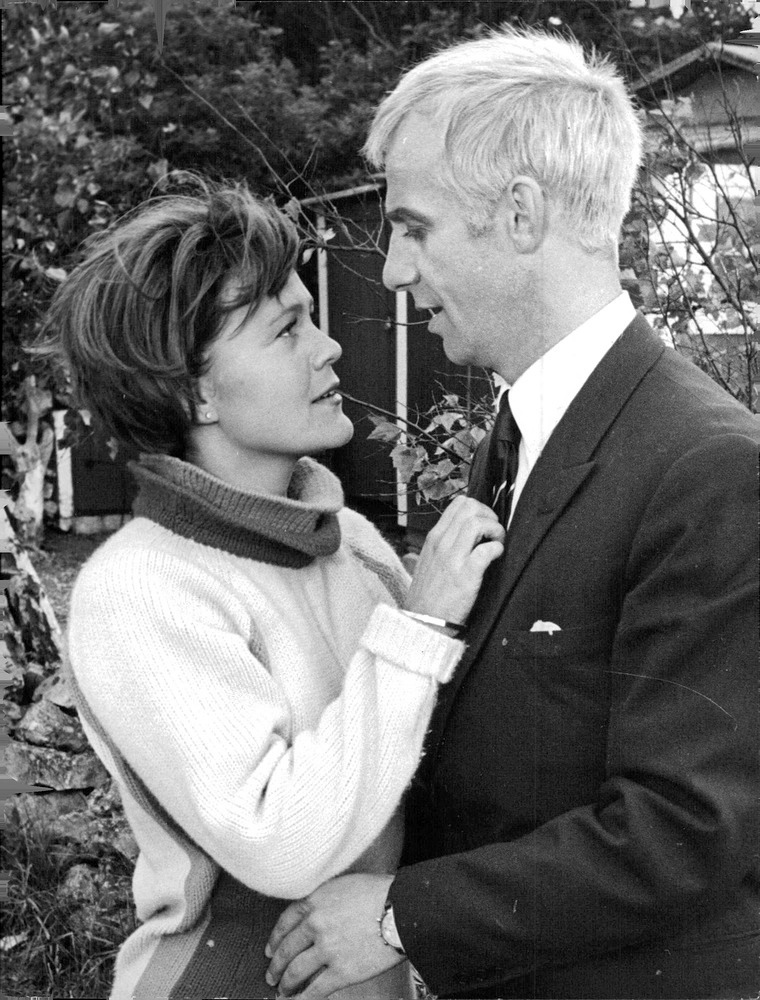
Christina Schollin och Jarl Kulle i Bröllopsbesvär 1964.

- 1956 – Swing it, fröken! (Gunvor Dahl)
- 1959 – Raggare! (Beatrice 'Bibban' Larsson)
- 1959 – Sängkammartjuven (värdinna)
- 1960 – Kärlekens decimaler (Barbro Bovell)
- 1960 – Bröllopsdagen (Titti)
- 1961 – Änglar, finns dom? (Margareta Günther)
- 1962 – Biljett till paradiset (Pyret Sträng)
- 1962 – Nils Holgerssons underbara resa (kontorsflicka)
- 1964 – Bröllopsbesvär (Hildur Palm)
- 1964 – Käre John (Anna)
- 1966 – Ormen (Iréne Sandström)
- 1966 – Oh, Marie! (Marie) Reklamfilm för Göteborgs Kex
- 1966 – Yngsjömordet (Hanna Johansdotter)
- 1966 – Adamsson i Sverige (Sylvia)
- 1967 – Elsk... din næste! (Solvej)
- 1967 – Tofflan – en lycklig komedi (Majmi)
- 1968 – Hennes meget kongelige høyhet (prinsessan Anne)
- 1970 – Song of Norway (Therese Berg)
- 1971 – Vill så gärna tro (Lillemor)
- 1972 – Den längsta dagen
- 1975 – Garaget (Nancy Billgren)
- 1978 – Dante – akta're för Hajen! (Dante's mamma)
- 1979 – Linus eller Tegelhusets hemlighet (Märta)
- 1982 – Fanny och Alexander (Lydia Ekdahl)
- 1994 – Svanprinsessan (röst som drottning Alberta)
- 1997 – Svanprinsessan och slottets hemlighet (röst som drottning Alberta)
- 1998 – Svanprinsessan och den förtrollade skatten (röst som drottning Alberta)
- 2001 – Harry Potter och de vises sten (röst som Minerva McGonagall)
- 2002 – Harry Potter och Hemligheternas kammare (röst som Minerva McGonagall)
- 2004 – Harry Potter och fången från Azkaban (röst som Minerva McGonagall)
- 2005 – Harry Potter och den flammande bägaren (röst som Minerva McGonagall)
- 2007 – Harry Potter och Fenixorden (röst som Minerva McGonagall)

### TV
- 1958 – Avsked (Bessie)
- 1965 – Den nya kvinnan (Inger)
- 1965 – Operation Argus (Hans Bergs fästmö)
- 1968 – Lekar i kvinnohagen (fru Betty Bremblad)
- 1971 – Leka med elden (sonens hustru)
- 1973 – Jul i Mumindalen (Lilla My, röst)
- 1974 – Eine Geschiedene Frau
- 1976 – De lyckligt lottade
- 1979 – Katitzi (fröken Kvist)
- 1982 – Sova räv (Ylva Segerkranz)
- 1983 – Polskan och puckelryggen (Nora)
- 1986 – De två saliga (Annika)
- 1986 – Gösta Berlings saga (kaptenskan Uggla)
- 1987–1989 – Varuhuset (Margareta Öhman)
- 1994–1999 – Tre Kronor (Birgitta Wästberg)
- 1997 – Irma och Gerd (Irma)
- 1998 – Jobbet och jag
- 2008 – Stjärnorna på slottet
- 2010 – Välkommen åter (Maj VD)
- 2011 – Klockan åtta hos stjärnorna (matlagningsprogram)
- 2011 – Berg flyttar in
- 2016–2019 – Wahlgrens värld
- 2019 – Panik i tomteverkstan (2019 års julkalender i SVT)
- 2021 – Tillsammans med Strömstedts
- 2021 – Masked Singer Sverige
- 2021 – Mer panik i tomteverkstan (TV-serie)

## Teater

### Roller
| År   | Roll                       | Produktion                                                                          | Regi                           | Teater                   |
| ---- | -------------------------- | ----------------------------------------------------------------------------------- | ------------------------------ | ------------------------ |
| 1957 | Loyse                      | Gringoire Théodore de Banville                                                      | Gösta Terserus                 | Parkteatern              |
| 1960 | Ofelia                     | Hamlet William Shakespeare                                                          | Alf Sjöberg                    | Dramaten                 |
| 1961 | Arthur, kung Johns brorson | Kung John (The Life and Death of King John) William Shakespeare                     | Alf Sjöberg                    | Dramaten                 |
| 1961 | Nina                       | Måsen (Чайка, Tjajka) Anton Tjechov                                                 | Ingmar Bergman                 | Dramaten                 |
| 1961 | Seija                      | Kattorna Walentin Chorell                                                           | Mimi Pollak                    | Dramaten                 |
| 1962 | En väntande flicka         | Resan (Le voyage) Georges Schehadé                                                  | Alf Sjöberg                    | Dramaten                 |
| 1963 | Anna, en tjänsteflicka     | Svejk i andra världskriget (Schweyk im zweiten Weltkrieg) Bertolt Brecht            | Alf Sjöberg                    | Dramaten                 |
| 1966 | Antonia                    | Kaktusblomman (Fleur de cactus) Pierre Barillet och Jean-Pierre Grédy               | Per Gerhard                    | Vasateatern              |
| 1968 | Clea                       | Black Comedy Peter Shaffer                                                          | Hasse Ekman                    | Intiman                  |
| 1970 |                            | Inte just nu, älskling (Not Now, Darling) Ray Cooney och John Chapman               | Hasse Ekman                    | Intiman                  |
| 1971 | Teresa Philips             | Hur andra älskar (How The Other Half Loves) Alan Ayckbourn                          | Per Gerhard                    | Vasateatern              |
| 1977 | Kitty Verdun               | Charleys tant (Charley's Aunt) Brandon Thomas                                       | Per Gerhard                    | Vasateatern              |
| 1978 | Jaqueline Giraux           | Bäddat för tre (Monsieur Masure) Claude Magnier                                     | Olof Thunberg                  | Riksteatern              |
| 1978 | Mamma                      | Karlsson på taket Astrid Lindgren                                                   | Staffan Götestam Sven Lindberg | Folkan                   |
| 1979 |                            | En man för mycket (Move over, Mrs Markham) Ray Cooney och John Chapman              | Klaus Pagh                     | Folkan                   |
| 1979 | Jan                        | Sängkammarfars (Bedroom Farce) Alan Ayckbourn                                       | Per Gerhard                    | Vasateatern              |
| 1980 |                            | Pippi Långstrump Astrid Lindgren                                                    | Staffan Götestam               | Folkan                   |
| 1984 | Brenda Parker              | Bäddat för sex (A Bedfull of Foreigners) Dave Freeman                               | Herman Ahlsell                 | Chinateatern             |
| 1984 | Alma Svensson              | Emil i Lönneberga Astrid Lindgren                                                   | Staffan Götestam               | Göta Lejon               |
| 1986 |                            | Ringo Birgitta Götestam, Göran Arnberg och Magnus Fermin                            | Birgitta Götestam              | Göta Lejon               |
| 1990 | Fru Libius Lisen           | Amorina Carl Jonas Love Almqvist                                                    | Peter Stormare                 | Dramaten                 |
| 1992 | Fru Capulet                | Romeo och Julia (The Tragedy of Romeo and Juliet) William Shakespeare               | Peter Langdal                  | Dramaten                 |
| 1992 | Grevinnan                  | Figaros bröllop (La Folle Journée, ou Le Mariage de Figaro ) Pierre de Beaumarchais | Wilhelm Carlsson               | Dramaten                 |
| 1994 | Vanessa                    | Aldrig i livet (Dummy Run) Dave Freeman                                             | Arne Strömgren                 | Helsingborgs stadsteater |
| 2022 | Drottningen                | (Macbeth) Hannes Meidal och Jens Ohlin                                              | Jens Ohlin                     | Dramaten                 |

## Utmärkelser
- 2024 – Illis quorum-medaljen (8:e storlen)[26]
- 2024 – En bit av Georgs hatt[27]